# Collegiata

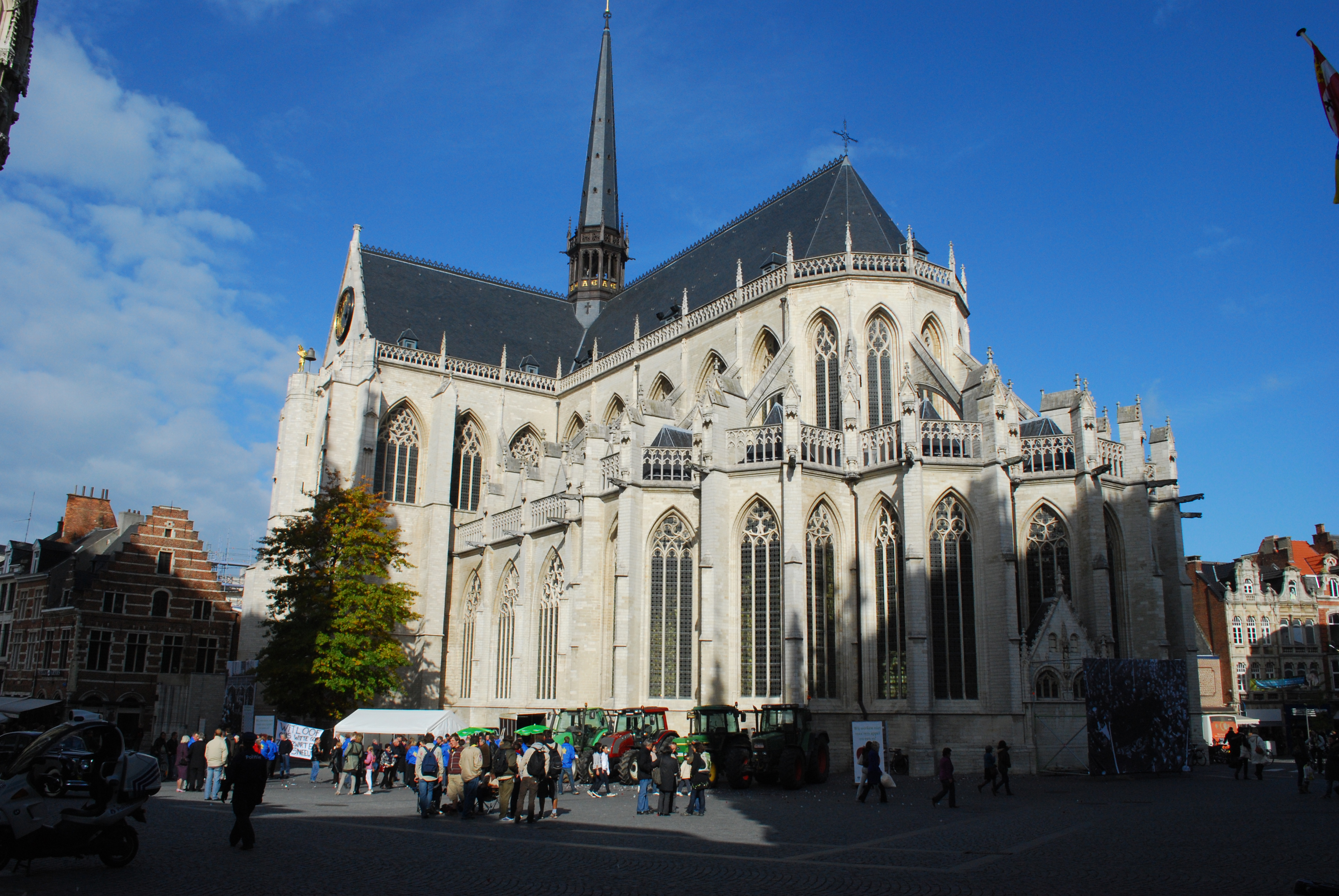
La Collegiata di San Pietro, la chiesa principale della città fiamminga di Lovanio.

Collegiata è il titolo attribuito a quelle chiese in cui la Santa Sede ha istituito un capitolo o collegio di chierici (membri del clero) definiti canonici. L'istituzione ha lo scopo di rendere più solenne il culto a Dio in chiese di una certa importanza. Generalmente, questo privilegio è riservato alle chiese cattedrali, che sono le sedi dei vescovi e possiedono anch'esse un capitolo, noto come capitolo cattedrale.  L'istituzione, l'innovazione o la soppressione dei Capitoli collegiati sono riservati alla Santa Sede.
Secondo questa tradizione la chiesa collegiata può essere "semplice", "insigne" o "per-insigne". Generalmente mantiene il titolo di collegiata anche nel caso in cui il capitolo dei canonici venga a cessare.

## Storia
L'origine delle collegiate risale al VI secolo, alla fondazione dell'ordine benedettino: all'epoca era nata l'usanza che i signori di un territorio facessero costruire delle chiese e le affidassero per il culto a un capitolo di religiosi, che spesso erano monaci benedettini. Lo scopo era di assicurarsi la preghiera quotidiana di un gruppo di religiosi, per ottenere la salvezza eterna per i propri parenti defunti e per loro stessi, che si riservavano il privilegio di far porre la propria tomba all'interno della chiesa collegiata.

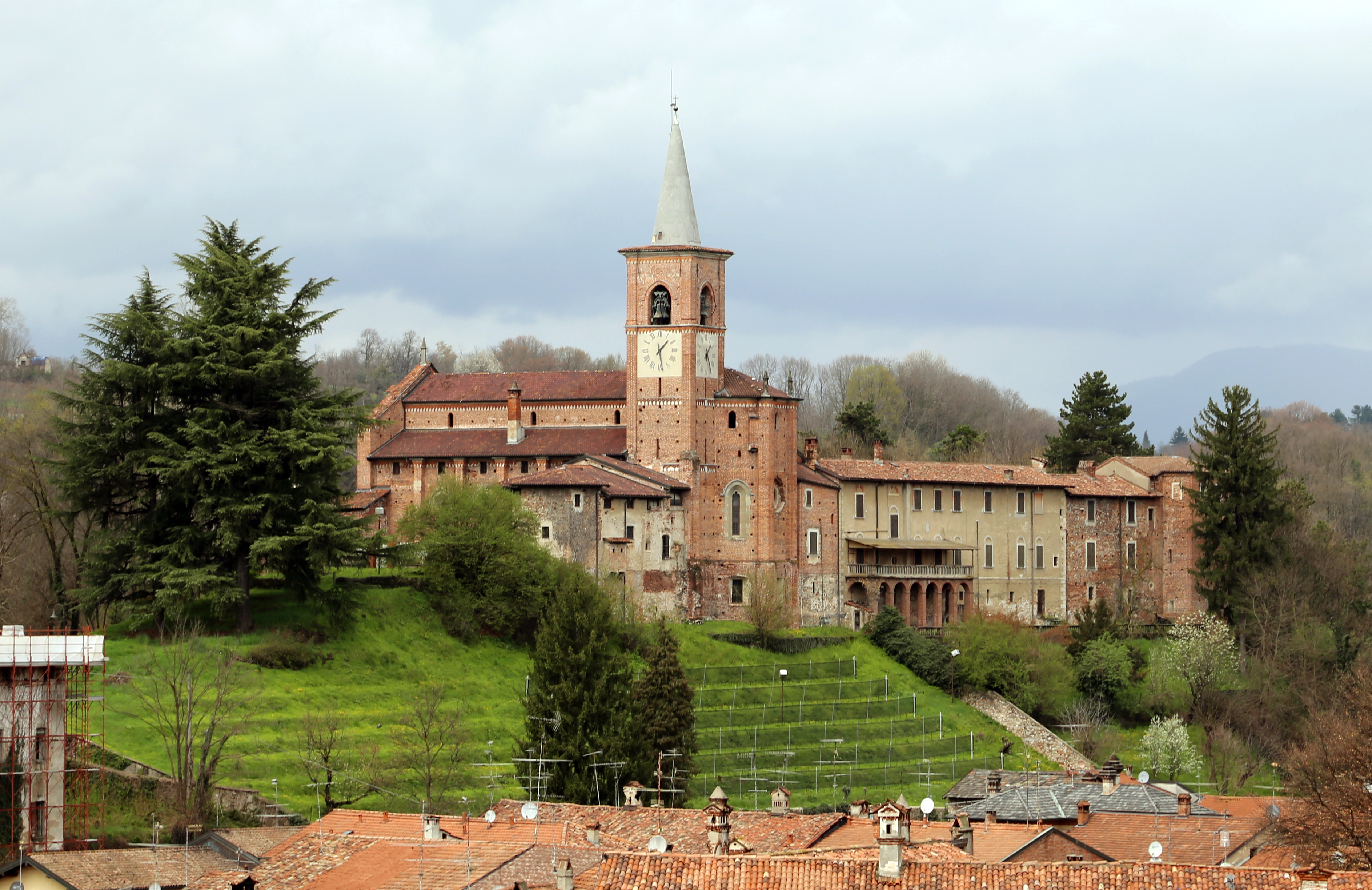
Collegiata di Castiglione Olona, borgo in provincia di Varese, risalente al 1425 con affreschi di Masolino da Panicale, Lorenzo Vecchietta e Paolo Schiavo.

Il fondatore provvedeva anche a fornire la collegiata e il relativo capitolo di risorse materiali per sostenersi: solitamente alla collegiata erano dati in dote terreni, mulini e altri beni immobili, che, opportunamente amministrati dal capitolo, producevano una rendita, necessaria per le opere di carità, per il sostentamento dei canonici e per il mantenimento e l'abbellimento della chiesa.
Accanto alle normali collegiate di canonici esistevano anche le collegiate dotate di capitoli di canonichesse.

### Il caso dell'arcidiocesi di Milano
Il fenomeno delle collegiate fu particolarmente significativo nell'arcidiocesi di Milano, dove la presenza delle numerose pievi religiose impose sovente la creazione di chiese collegiate per le capopievi, con specifiche differenze di privilegi tra chiesa e chiesa nonché tra capitolo e capitolo. La maggior parte delle sedi prevostali erano collegiate o basiliche.
Quanto sopra descritto lo si può verificare, a titolo di esempio, nei documenti che riguardanti la fondazione della Collegiata di Castiglione Olona. Fu eretta nel 1422 e consacrata il 25 marzo del 1425 per volontà del cardinale Branda Castiglioni (1350-1443), esponente dell'omonima famiglia nobile milanese su concessione dell'allora papa Martino V, il quale con bolla del 7 gennaio 1422 ne concedeva la messa in opera e ne decretava la funzione di collegiata con un arciprete e due cappellani maggiori, nonché il giuspatronato sulla chiesa nuova dei nobili della famiglia Castiglioni. Ad ogni modo "il 13 maggio 1798 il Direttorio della Repubblica Cisalpina ordinò la soppressione di tutti i capitoli (…). "Verso la fine di luglio" dello stesso anno il decreto repubblicano raggiunse anche il "Capitolo di Castiglione" e anche questa come altre chiese venne soppressa. Gli "Austro-Ungarici rientrarono in Milano il 28 aprile 1799 e subito permisero la ricostituzione dei Capitoli soppressi dai Cisalpini. Ma un decreto di Napoleone del 25 aprile 1810 portò un nuovo colpo mortale a tutti i capitoli: anche il nostro fu soppresso e, per l'autorità civile, rimase estinto per sempre, benché ecclesiasticamente continuasse a funzionare fino alla morte dell'ultimo canonico."
Come nel caso di Castiglione Olona, in molte antiche collegiate, il titolo rimane in essere ancora oggi, nonostante le soppressioni. In alcune chiese che ne hanno successivamente fatto domanda, sulla base di antichi privilegi, sono stati  ripristinati i capitoli di canonici, come ad esempio nel caso della chiesa prepositurale di San Vittore Martire di Corbetta, il cui capitolo venne soppresso dai decreti napoleonici, ma venne ricostituito nel 1926 da papa Pio XI.
La chiesa di Sant'Ambrogio a Milano è considerata perinsigne Basilica.